# Артёмов, Григорий Григорьевич
 Полный кавалер ордена Славы
Григорий Григорьевич Артёмов (1 декабря 1923 — 16 августа 1983) — старшина Красной Армии, участник Великой Отечественной войны, полный кавалер ордена Славы.
Разведчик. Лично взял 15 «языков». На берегах Балтики, определяя линию вражеской обороны, старшина Артёмов с пятью бойцами сделал
засаду и разгромил батальон фашистов.

## Биография
Родился 1.12.1923 г. в г. Горловка Донецкой области в семье рабочего. Молдаванин. Образование неполное среднее. Работал слесарем на шахте. В Красной Армии с 1943 г.
На фронте в Великую Отечественную войну с сентября 1943 г.
Разведчик 366-го стрелкового полка (126-я стрелковая дивизия, 2-я гвардейская армия, 1-й Прибалтийский фронт) рядовой Артёмов в ночь на 27.10.1944 г., находясь в засаде, уничтожил 12 солдат противника, а затем, преследуя врага, в числе первых переправился через р. Неман в районе г. Тильзит, ныне г. Советск (Калининградской обл.), и вместе с бойцами захватил опорный пункт.
15.11.1944 г. награждён орденом Славы 3 степени.
Сержант Артёмов (полк и дивизия те же, 43-я армия, 3-й Белорусский фронт) с 24.01 по 8.02.1945 г. близ населенного пункта Гросс-Дроозден (Восточная Пруссия), ныне пос. Журавлёвка Калининградской области, несколько раз проникал в тыл врага, доставляя ценные сведения о противнике, истребил 12 гитлеровцев.
16.3.1945 г. награждён орденом Славы 2 степени.
В бою при штурме населенного пункта Шарлоттенбург (ныне пос. Лермонтово, г. Калининград) Артёмов подавил 3 огневые точки и вывел из строя 8 солдат врага, вместе с бойцами 29 человек взял в плен.
9.4.1945 г. в составе разведывательной группы обошел противника с тыла. Внезапный удар разведчиков посеял панику в его рядах, обеспечив выполнение боевой задачи.
29.6.1945 г. награждён орденом Славы 1 степени.
В 1945 г. демобилизован. Жил в г. Горловка. Работал слесарем на шахте «Александр-Запад».
Награждён орденом «Знак Почёта», двумя медалями «За отвагу».